# Robert Blanché
Robert Blanché (Sauzé-Vaussais, Poitou-Charentes, 27 de novembre de 1898 - Tolosa, Llenguadoc, 6 de desembre de 1975) va ser un filòsof i professor universitari francès.
Estudià a l'École Normale Supérieure i a la Sorbona i fou professor a la Universitat de Tolosa. Racionalista crític i antidogmàtic, destacà per les anàlisis descriptives dels marcs conceptuals de teories logicoepistemològiques, amb estudis d'epistemologia, filosofia de la lògica, filosofia de la ciència i metodologia. De les seves obres cal citar Les attitudes idéalistes (1949), l'Axiomatique (1955), Introduction à la logique contemporaine (1957), Structures intellectuelles (1966), L'induction scientifique et les lois naturelles (1975).